# Katarzyna Wasick
Katarzyna Wasick, geborene Wilk (* 22. März 1992 in Krakau) ist eine polnische Schwimmsportlerin und Kurzbahneuropameisterin mit der 4-mal-50-Meter-Lagenstaffel (2019). Die fünfmalige Olympiateilnehmerin ist spezialisiert auf die kurzen Freistilstrecken.

## Karriere
Die Jugend-Schwimmeuropameisterschaften 2008 in Belgrad brachten ihr als Schlussschwimmerin der 4-mal-100-Meter-Lagenstaffel zusammen mit Alicja Tchórz, Mirela Olczak und Paulina Zachoszcz Gold vor Griechenland und Russland.
Bei Olympia 2008 in Peking und Olympia 2012 in London schwamm sie jeweils in der polnischen 4-mal-100-Meter-Lagenstaffel mit und belegte den 15. respektive 13. Platz. Im Einzel in London über die 100 m Freistil wurde sie 27. Bei den Olympischen Spielen in Tokio wurde Wasick in 24,32 Sekunden Fünfte über 50 Meter Freistil. Die gleiche Platzierung gelang ihr bei den Olympischen Spielen in Paris, hier benötigte sie 24,33 Sekunden.
Die Schwimmeuropameisterschaften 2010 in Budapest brachten ihr im Vorlauf über 100 Meter einen neuen polnischen Rekord mit 54,95 Sekunden. Im Endlauf wurde sie mit 55,15 Achte, einen Platz und vier Hundertstelsekunden hinter Daniela Schreiber (55,11); Siegerin wurde die Britin Francesca Halsall (53,58).
Die Kurzbahneuropameisterschaften 2011 im eigenen Land in Stettin brachten ihr als Schlussschwimmerin der 4-mal-50-Meter-Lagenstaffel Bronze, zusammen mit Aleksandra Urbańczyk, Ewa Ścieszko und Anna Dowgiert. 2019 gewann sie mit der Staffel den Europameistertitel in Glasgow.
Bei den Schwimmweltmeisterschaften 2015 im russischen Kasan schied sie im Vorlauf über 100 Meter Freistil bei einer Zeit von 55,20 s aus.
Bei den Kurzbahnweltmeisterschaften 2021 gewann sie in Abu Dhabi Bronze über 50 Meter Freistil. Im Folgejahr gewann sie über die gleiche Strecke Silber bei der Kurzbahn-WM in Melbourne.
2024 errang Wasick bei den Weltmeisterschaften in Doha die Bronzemedaille über 50 Meter Freistil. Auch bei den Kurzbahnweltmeisterschaften  in Budapest im Dezember desselben Jahres gewann sie Bronzemedaillen über 50 Meter Freistil und mit der Polnischen 4-mal-50-Meter-Freistilstaffel.
Wasick wird von ihrem älteren Bruder trainiert.